# Costellariidae
Costellariidae is een familie van weekdieren uit de klasse van de Gastropoda (slakken).

## Geslachten
- Atlantilux Huang, 2015
- Austromitra Finlay, 1926
- Mitromica S. S. Berry, 1958
- Nodicostellaria Petuch, 1987
- Thala H. Adams & A. Adams, 1853
- Thaluta Rosenberg & Callomon, 2004
- Tongsuapusia Huang, 2015
- Turricostellaria Petuch, 1987
- Vexillum Röding, 1798
- Visaya Poppe, Guillot de Suduiraut & Tagaro, 2006
- Zierliana Gray, 1847